# Pterolophia trifasciculata
Pterolophia trifasciculata là một loài bọ cánh cứng trong họ Cerambycidae.